# Ana Gabriela Espinoza
Ana Gabriela Espinoza Marroquín, née le 18 avril 1988 à Monterrey (état de Nuevo León), est une mannequin mexicaine, première dauphine du concours de beauté Nuestra Belleza México (Miss Mexique) le 5 octobre 2007. Elle représentera son pays lors de Miss Monde 2008.